# Moriszkók

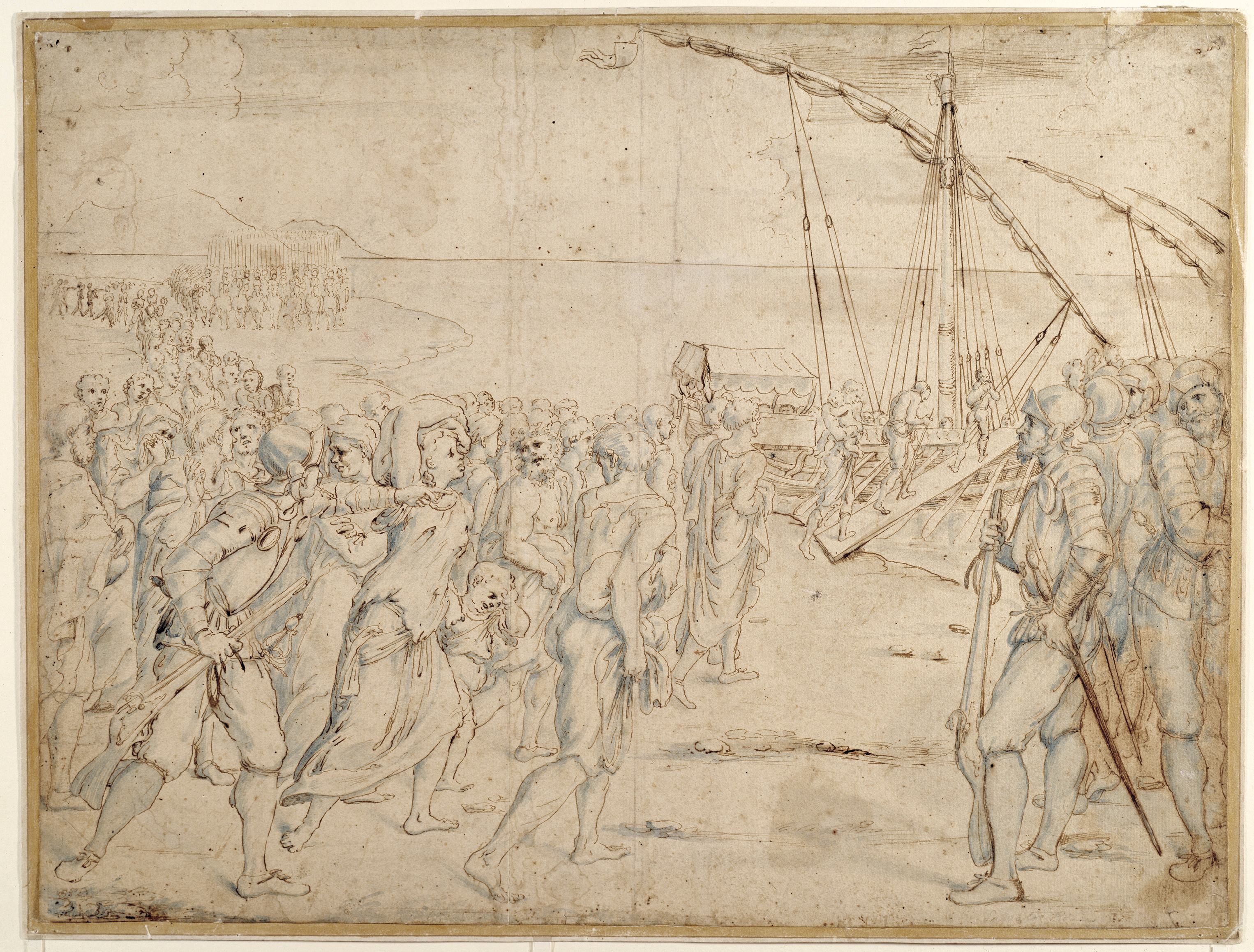
Vincenzo Carducci: A moriszkók kiűzése Spanyolországból, 1627, Prado, Madrid

A moriszkók (spanyolul: morisco, portugálul: mourisco) az Ibériai-félsziget keresztény visszahódítása (a Reconquista) után a muzulmán hitet (külsőleg) elhagyó mór újkeresztények és leszármazottaik voltak.
A kisebbségekkel foglalkozó történeti munkákban a moriszkó nevet néha más területeken élő kripto-muszlimokra is használják például azokra, akik a normannok megszállta Szicíliában, a 9. századi Krétán, vagy a keresztény-iszlám határvonal más vidékein éltek.
Spanyol-Amerikában, ahol a rasszok sokféle módon keveredtek, szintén használták a moriszkó (morisco) szót a fehér és a fekete bőrűek egy bizonyos fokú keveredésre.

## A moriszkók kiűzése

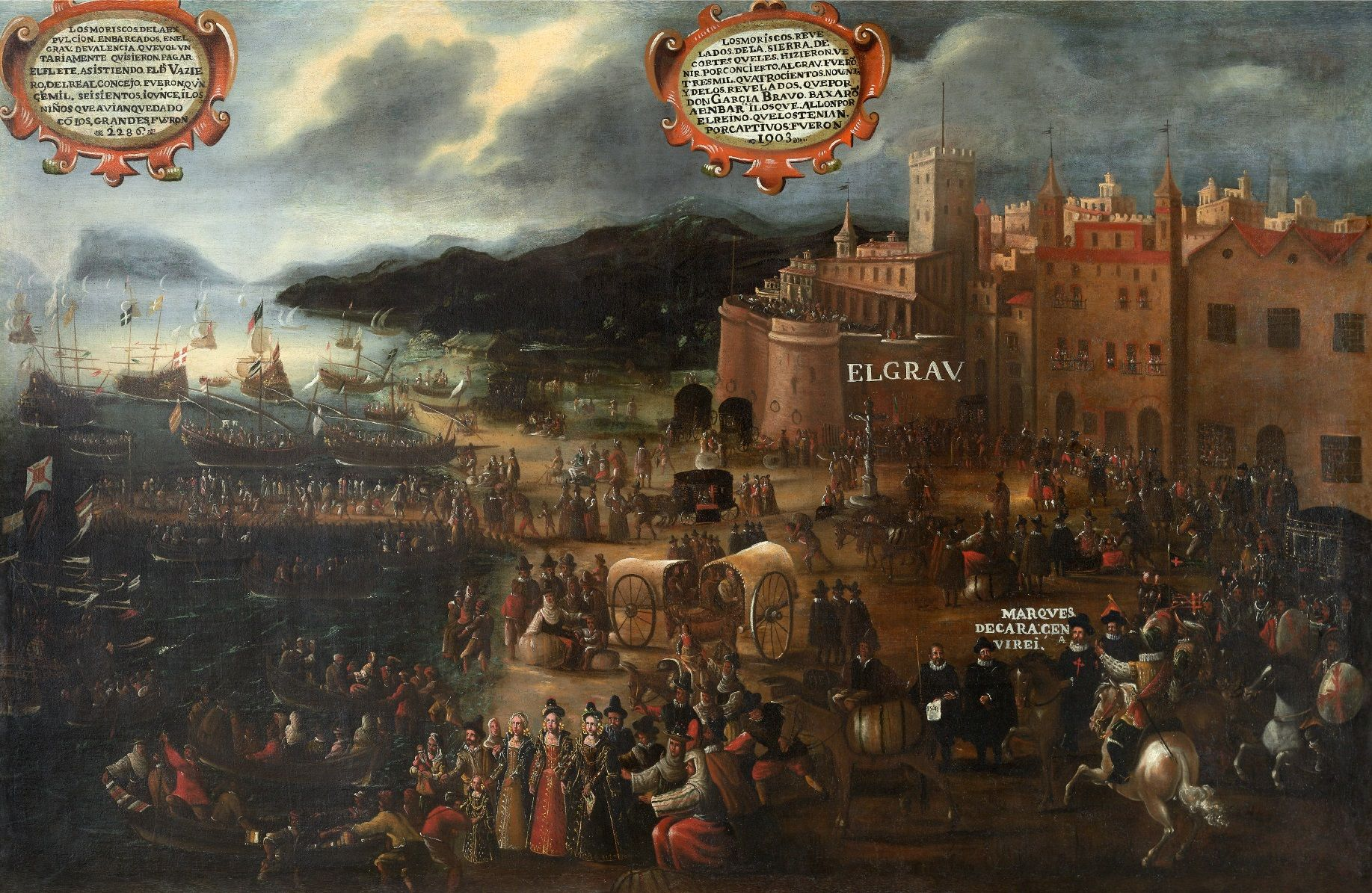
Pere Oromig: Embarco moriscos en el Grao de Valencia (1616)

A moriszkókkal szemben a területek új kormányzói és a betelepültek bizalmatlanok maradtak, a spanyol inkvizíció gyakran üldözte őket. 1610-ben Spanyolország egy rendeletben Észak-Afrikába száműzte a moriszkókat, akik ezzel hozzájárultak a Magreb térség sajátos etnikai elegyének kialakulásához (a vallási alapú elüldözés nem volt idegen a spanyol politikai hagyományoktól: korábban a zsidókat űzték ki).

## Mudéjarok
A reconquista eredményeként keresztény kormányzat alá került területeken a 15. század végétől a 17. század elejéig tömegesen térítették át a muzulmánokat a katolikus hitre. Kierőszakolt áttérésük előtt a kereszténnyé lett Ibériai-félsziget muzulmán lakóit mudéjar néven emlegették a spanyolok (az arab Mudaddzsan مدجن azt jelenti: „azok, akik alávetik magukat”).
Státuszuk a hódítások utáni békeszerződésektől, később a királyi, illetve a spanyol Cortes hozta rendeletektől függött. Például amikor (1492-ben) elesett a mór Granada, a granadai szerződés vallásszabadságot ígért az itt élő muszlimoknak, de ezt nem sokáig tartották be. 1502-ben választás elé állították őket: vagy áttérnek, vagy elmennek.
A többség az áttérést választotta, de csak színleg: ugyanúgy öltözködtek és beszéltek, mint korábban, titokban tovább gyakorolták az iszlám vallást és használták hagyományos írásukat, amit a spanyolok aljamiado néven ismertek. Hogy megtörje őket, Francisco Jiménez de Cisneros bíboros már az ultimátum kibocsátása előtti években erőszakos módszerekhez folyamodott, ami 1500-ban és 1502-ben felkeléseket robbantott ki. Ezeket elfojtották, és ürügynek használták a mudéjarok áttérítésére. 1508-ban megtiltották a mór hagyományok ápolását, 1526-ban és 1527-ben pedig még szigorúbb tiltó rendszabályokat vezettek be.

## A kiűzetés előzményei
A moriszkók mégis elérték, hogy 40 év viszonylagos béke következzék be, de 1567-ben elnyomásuk csúcsára érkezett: II. Fülöp spanyol király ediktumában megtiltotta, hogy a moriszkók használják muszlim neveiket, viseljék hagyományos muszlim ruháikat és még azt is, hogy arabul beszéljenek. A rendelet szerint gyermekeiket keresztény papoknak kellett nevelniük.
Ezek a rendszabályok újabb felkeléshez vezettek a Dél-Spanyolországi Alpujarras hegységben 1568 és 1571 között. A lázadást leverték, és a granadai moriszkókat kitelepítették, főleg Valenciába. Granadában csak az a néhány moriszkó maradhatott, akik hajlandóak voltak együttműködni a spanyolokkal.
A hányattatások ellenére a keményen dolgozó moriszkók továbbra is jólétben éltek, ami táplálta a keresztény parasztok irigységét. Azzal gyanúsították őket, hogy szövetkeznek Spanyolország ellen az Oszmán Birodalommal és a Földközi-tenger kalózaival. Védelmükre állt azonban az a sok spanyol előkelőség, akik olcsón és jól dolgozó moriszkókat alkalmaztak Valenciában és Murciában.

## A kiűzetés
Végül Francisco Goméz de Sandoval y Rojas, Lerma hercegének ösztönzésére III. Fülöp spanyol király 1609 és 1614 között kiűzte a moriszkókat. Az elűzöttek számáról különböző becslések vannak; a korabeli források szerint mintegy 300 ezren lehettek. Kiűzésük lehetett az egyik fontos oka annak, hogy Spanyolország gazdasága hullámvölgybe került: a moriszkó mezőgazdasági munkásokat máshonnan érkezett keresztény munkaerővel váltották fel, ők azonban kevesebben voltak és kevésbé ismerték a helyi sajátosságokat.
A spanyol hatóságokat a moriszkók kiűzése nehezen leküzdhető jogi probléma elé állította. Közülük a felnőtteket eleve álkeresztényeknek, valójában muszlimoknak tekintették, a gyerekeket azonban egytől egyik kötelezően megkeresztelték, így jogszerűen nem tehették ki őket muszlim területekre.
Voltak, akik azt javasolták, hogy a gyerekeket válasszák el a szüleiktől és csak a felnőtteket száműzzék, ez viszont azért nem volt megoldható, mert a spanyolok nem tudták, mihez kezdjenek a visszamaradó gyermekek tömegével.
Végül azt a kerülő megoldást választották, hogy a száműzetés helyszínéül hivatalosan Franciaországot, szűkebben Marseille-t jelölték meg.

## A szétszóratás

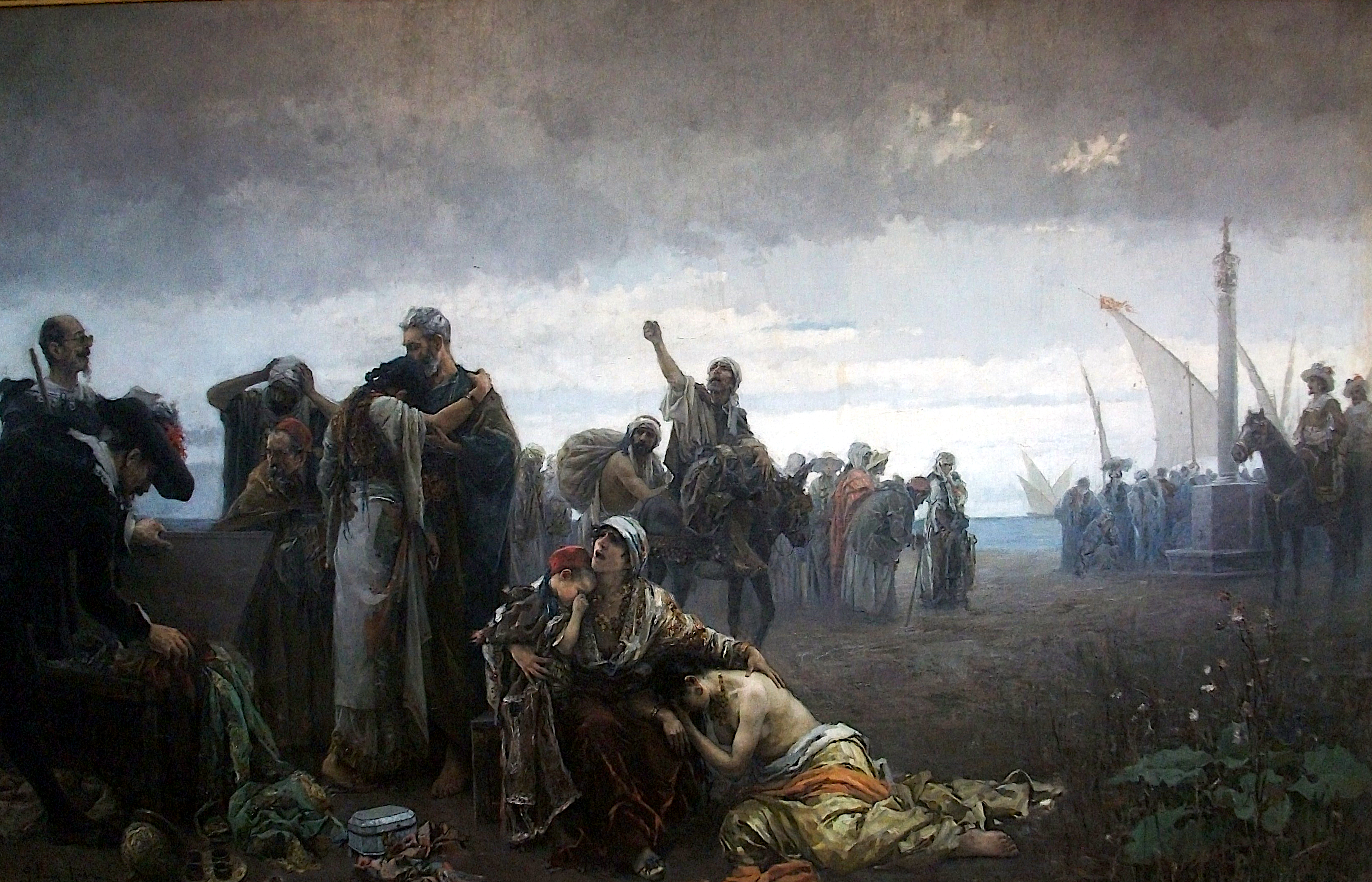
Gabriel Puig Roda: A moriszkók kiutasítása

Mivel 1610-ben IV. Henrik francia királyt meggyilkolták, kevés moriszkó telepedett le a bizonytalan helyzetű Franciaországban. Azok, akik keresztények akartak maradni (mintegy háromezren), Itáliában, főképp Livornóban találtak maguknak új otthont.
A nagy többség a muszlim földeken, az Oszmán Birodalomban vagy Marokkóban telepedett le. A keresztény kultúrától érintett közösségek letelepítése nem kevés gondot okozott Marokkó szultánjának. Az itt letelepültek utódait, akik hagyományosan főként földműveléssel foglalkoznak, még ma is andalúznak nevezik; középkori hagyományaik és kultúrájuk jelentős elemeit máig megőrizték.
A moriszkó közösségek egy része korzárnak (kalóznak) állt, és Salé központtal fosztogatta a keresztény kereskedők hajóit. Mások európai fegyverekkel harcoltak a Szaharán túli Timbuktu és a Niger-kanyar meghódításáért.
Miguel de Cervantes írásai, mint a Don Quijote vagy a Két kutya beszélget kedvező képet festenek a moriszkókról.

### Moriszkó irodalom
A 16. század vége felé, ahogy gyűltek a viharfelhők, a moriszkó írók a korai spanyol történelemnek egy olyan interpretációját igyekeztek elterjeszteni, amely pozitív szerepekben tüntette fel az arabul beszélő spanyolokat.
Az egyik legismertebb ilyen alkotás Miguel de Luna, az alpujarrasi felkelés során a spanyolokkal kollaboráló hivatalos királyi fordító könyve, az 1592 és 1600 közt íródott Verdadera historia del rey don Rodrigo. De Luna valószínűleg kulcsszerepet játszott a sacromontei ólomlemezek hamisításában is. A szövegek azt voltak hivatottak tanúsítani, hogy a legkorábbi spanyolországi keresztények voltaképpen az arabok közül kerültek ki.